# Poul Thomsen
Johannes Poul Thomsen, född 15 februari 1922 i Bårse, död 16 december 1988 i Gentofte, var en dansk skådespelare. Thomsen har bland annat medverkat i tv-serien Huset på Christianshavn och i flera filmer om Olsen-banden, han gjorde även originalrösten till Samsons pappa i Samson & Sally.

## Filmografi i urval
- 1944 – Åtta ackord
- 1949 – Lejlighed til leje
- 1951 – Vores fjerde far
- 1953 – Far till fyra
- 1958 – Kvinnlig spion 503
- 1958 – Styrman Karlsson
- 1959 – Helle for Helene
- 1960 – Förälskad i Köpenhamn
- 1961 – Lilla grevinnan
- 1961 – Reptilicus
- 1961 – Ullabella
- 1962 – Den kidnappade Venus
- 1962 – Den kära familjen
- 1962 – Ung mans duell
- 1963 – Bussen
- 1963 – Majorens passopp
- 1966 – Huka dej, Fred - dom laddar om!
- 1966 – Vår fantastiska dadda
- 1966 – Här ska älskas som 17
- 1967 – Min lillebror och jag
- 1968 – Olsen-banden
- 1969 – Olsen-banden på spanden
- 1970 – Rend mig i revolutionen
- 1970–1976 – Huset på Christianshavn (TV-serie)
- 1971 – Mannen som tänkte fly
- 1972 – Olsenbandets stora kupp
- 1974 – Olsen-bandens sidste bedrifter
- 1975 – Olsen-banden på sporet
- 1975 – Storsvindlarligan
- 1976 – Hjerter er trumf
- 1976 – Firmalunchen
- 1976 – Familien Gyldenkål sprænger banken
- 1976 – Dynamitgubbarna
- 1977 – Olsen-banden deruda'
- 1978 – Firmafest på Tivoli
- 1978 – Olsen-banden går i krig
- 1979 – Olsen-banden overgiver sig aldrig
- 1980 – Ögonblicket
- 1981 – Jeppe på bjerget
- 1981 – Kniven i hjärtat
- 1981 – Olsen-banden over alle bjerge
- 1981 – Matador (TV-serie)
- 1982 – Pengene eller livet
- 1984 – Samson & Sally (röst)
- 1985 – Johannes hemlighet
- 1986 – Jul på slottet (TV-serie)